# Dichotomius carolinus
Dichotomius carolinus là một loài bọ cánh cứng trong họ Bọ hung (Scarabaeidae).